# Polygonum bistorta
La bistorta (Polygonum bistorta) es una planta natural de las zonas templadas de Norteamérica, Europa y Asia. Crece en prados húmedos y sombríos en las zonas montañosas. Actualmente se la considera una sinonimia de Persicaria bistorta al haberse transferido esta especie al género Persicaria.
Algunos autores lo consideran un sinónimo de Persicaria bistorta (L.) Samp. y otros un sinónimo de Bistorta officinalis.

## Descripción
Es una planta perennifolia de 20-80 cm de altura que vive en colonias. Con tallo erecto, tiene las hojas verdes azuladas, ovales y cordadas por la base, las que se encuentran en la base, con largo peciolo. Las flores son de color rosa, muy pequeñas, con una corola de cinco pétalos agrupados en una espiga terminal cilíndrica, grande y densa que llega a medir 15-25 cm de altura. El rizoma es rico en taninos. El fruto es una nuececilla dehiscente, rodeada por el perianto persistente.

## Hábitat
Zonas húmedas. Prados encharcados de montaña.

## Ecología
Las plantas de esta especie sirven de alimentación a las larvas de las polillas Pseudeustrotia candidula.

## Historia
El uso medicinal de la bistorta es viejo, como lo demuestra su presencia en la Capitulare de villis vel curtis imperii, una orden emitida por Carlomagno que reclama a sus campos para que cultiven una serie de hierbas y condimentos incluyendo "dragantea" identificada actualmente como Polygonum bistorta.
Las raíces de bistorta eran un componente del diascordium perteneciente a la farmacopea marítima occidental del siglo XVIII.

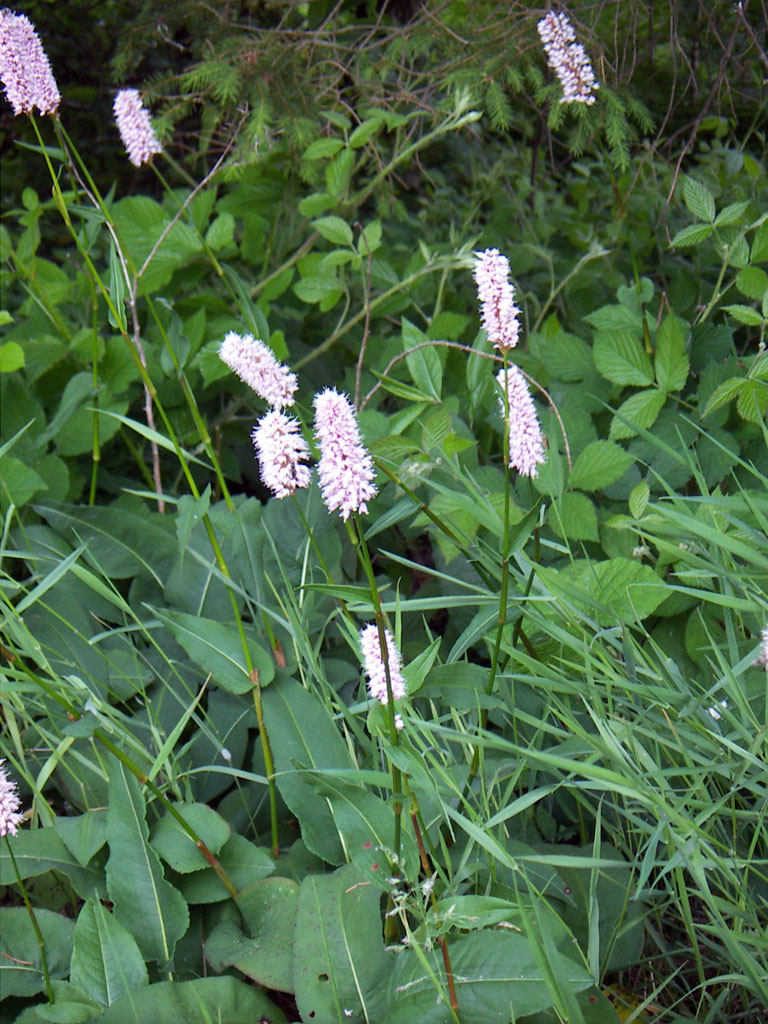
En su hábitat

## Propiedades
Con fines de medicina tradicional se utilizan las hojas y el rizoma que se recoge en la primavera (partes aérea) y otoño (las partes subterráneas). Normalmente se utiliza a través de decocciones e infusiones.
- Utilizado como tónico digestivo y contra la diarrea.
- La maceración del rizoma se usa contra la disentería y la leucorrea.
- Al ser astringente se aplica como supositorio para las hemorroides.

- Productos químicos: ácido oxálico, almidón, ácido gálico, vitamina C, taninos y azúcares.
- Propiedades: antipirético, astringente, antidiarreico, calmante, tónico y vulnerario. Las hojas actúan como hemostático. En la antigüedad se utilizaba por sus propiedades astringentes para frenar el sangrado, úlceras, hemorroides y las heridas internas en general.

## Taxonomía
Polygonum bistorta fue descrita por Carlos Linneo y publicado en Species Plantarum 1: 360. 1753.
Etimología
Ver: Polygonum

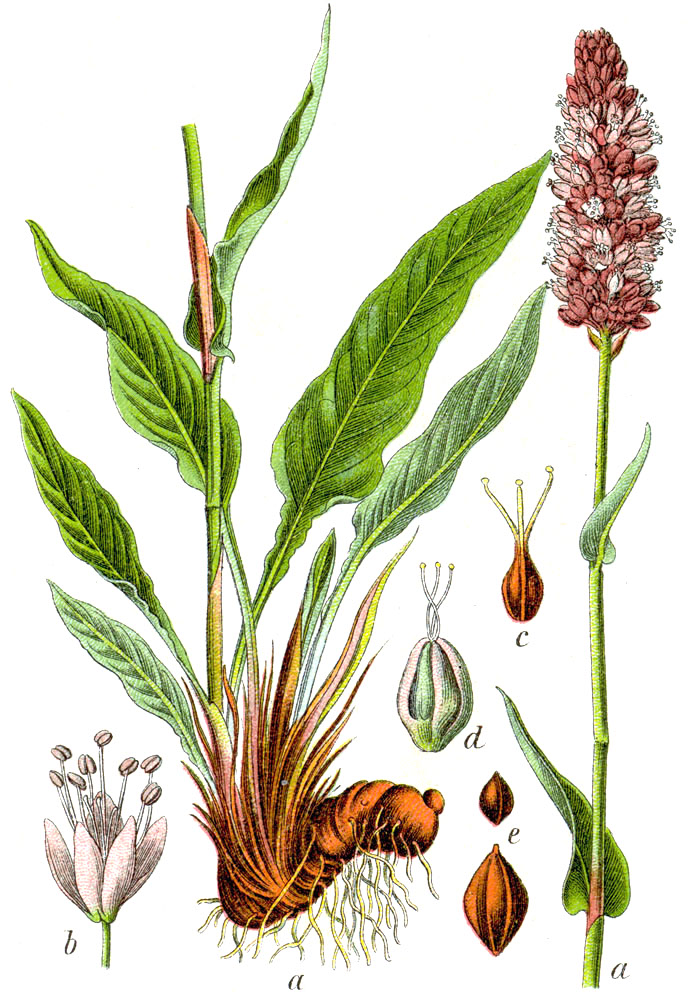
Ilustración

bistorta: del latín "bistortus" = doble retorcido (forma de la raíz).
Sinonimia
- Bistorta abbreviata Kom.
- Bistorta carnea (K.Koch) Kom.
- Bistorta elliptica (Willd. ex Spreng.) Kom.
- Bistorta ensigera (Juz.) Tzvelev
- Bistorta lapidosa Kitag.
- Bistorta major Gray
- Bistorta nitens (Fisch. & C.A.Mey.) Kom.
- Bistorta officinalis Delarbre
- Bistorta officinalis Raf.
- Bistorta pacifica (Petrov ex Kom.) Kom. ex Nakai
- Bistorta plumosa (Small) Greene
- Bistorta subauriculata Kom.
- Bistorta vulgaris Hill
- Colubrina intorta Montandon
- Polygonon bistortum St.-Lag.
- Polygonum bistortoides Boiss.
- Polygonum lapidosum (Kitag.) Kitag.
- Polygonum plumosum Small[6]

## Nombres comunes
- Castellano: bistorta, bistorta hembra, bistorta macho, bistorta menor, romaza retorcida, sierpe tendida, suelda colorada.[7]